# 西南忍冬
西南忍冬（学名：Lonicera bournei）是忍冬科忍冬属的植物。分布于缅甸、老挝以及中国大陆的广西、云南等地，生长于海拔780米至2,000米的地区，一般生长在林中，目前尚未由人工引种栽培。